# エンリケ1世 (ナバラ王)
エンリケ1世（スペイン語：Enrique I, 1244年頃 - 1274年7月22日）は、ナバラ王およびシャンパーニュ伯（在位：1270年 - 1274年）。シャンパーニュ伯としてはアンリ3世（フランス語：Henri III）。「肥満王」（スペイン語：el Gordo、フランス語：le Gros）と呼ばれる。ナバラ王テオバルド1世（シャンパーニュ伯ティボー4世）と妃マルグリット・ド・ブルボンの次男。

## 生涯
1270年12月、エンリケ1世は子に恵まれなかった長兄テオバルド2世の死去により、王位と伯位を相続した。しかし翌年3月になるまで即位の布告はなされず、戴冠式も1273年5月まで行なわれなかった。1274年7月、エンリケ1世は死去した。エンリケ1世の治世は短かったが、高潔で有能な君主であったといわれている。死因は肥満であったという。
エンリケ1世には1269年に結婚した王妃ブランカ（ブランシュ・ダルトワ、ルイ9世の弟アルトワ伯ロベール1世の娘）との間に一女フアナ（フランス語名ジャンヌ）がいるだけで、シャンパーニュ＝ナバラ系ブロワ家の男系男子は絶えた。王位を嗣いだフアナ1世は1284年にフランス王太子フィリップ（翌年にフィリップ4世として即位）と結婚し、以後半世紀ほどナバラとフランスは同君連合となった。
ダンテの『神曲』では、さまざまな13世紀ヨーロッパの君主たちとともにエンリケ1世は煉獄の門の外で登場する。

## 子女
ブランカとの間に1男1女がいたが、息子は早世した。
- テオバルド3世（1270年 - 1273年） - エステリャの城で窓から落ちて死去[1]
- フアナ1世（1271年 - 1305年） - ナバラ女王（1274年 - 1305年）、フランス王フィリップ4世と結婚。